# 淑容
淑容，是中國、朝鮮後宮嬪御等級之一，始見於中國南北朝，後傳至朝鮮。

## 中國
南朝宋明帝泰始三年（467年）置，为皇帝之妾九嫔之一。南齐不置。南梁、南陈复置，南陈淑容还是位列九嫔。隋朝、唐朝廢除不设。宋朝置淑容，在淑仪之下、顺仪之上，正二品，属九嬪。

## 朝鮮
朝鮮王朝淑儀為從三品內命婦，地位次於昭容，而在昭媛之上。燕山君的后宫嫔御有淑容田氏。